# Alexej Urmanov
Alexej Jevgenjevič Urmanov (rusky: Алексей Евгеньевич Урманов; narozen 17. listopadu 1973 v Leningradě (dnes Petrohrad)) je bývalý ruský krasobruslař. Reprezentoval Sovětský svaz, Společenství nezávislých států a Rusko. Jeho největším úspěchem byl zisk zlaté olympijské medaile v individuálním závodě na hrách v Lillehammeru roku 1994. Ve svých 21 letech se tehdy stal nejmladším olympijským vítězem v krasobruslení. Je rovněž mistrem Evropy z roku 1997. Jeho nejlepším výsledkem na mistrovství světa bylo třetí místo v roce 1993, ze šampionátu v Praze. Stal se též vítězem Grand Prix, když triumfoval na prvním ročníku této soutěže v sezóně 1995–96. Roku 1991, ve svých sedmnácti letech, se stal prvním krasobruslařem, který předvedl čtverný skon na mistrovství Evropy. Po skončení závodní kariéry se stal trenérem, nejprve v Petrohradě, posléze v Soči. K jeho svěřencům patřili například Julia Lipnická nebo Sergej Voronov.